# Campionato europeo maschile di pallacanestro Under-18 1984
L'11º Campionato europeo di pallacanestro maschile Under-18 (noto anche come FIBA Europe Under-18 Championship 1984) si è svolto in Svezia, presso Huskvarna e Katrineholm, dal 19 al 26 agosto 1984.

## Squadre partecipanti
- Svezia
- Cecoslovacchia
- Spagna
- Finlandia
- Polonia
- Grecia

- Turchia
- Italia
- Jugoslavia
- Bulgaria
- Germania Ovest
- Unione Sovietica

## Primo turno
Le squadre sono divise in 2 gruppi da 6 squadre, con gironi all'italiana. Le prime quattro si qualificano per la fase successiva ad eliminazione diretta, mentre le ultime giocano per il 9-12 posto.

### Gruppo A
| Team                | Pt | V - P | PF - PS   | Dp   |
| ------------------- | -- | ----- | --------- | ---- |
| 1. Italia           | 10 | 5 - 0 | 456 - 306 | +150 |
| 2. Unione Sovietica | 9  | 4 - 1 | 412 - 314 | +98  |
| 3. Cecoslovacchia   | 7  | 2 - 3 | 336 - 371 | +35  |
| 4. Turchia          | 7  | 2 - 3 | 323 - 376 | -53  |
| 5. Svezia           | 7  | 2 - 3 | 301 - 356 | -55  |
| 6. Polonia          | 5  | 0 - 5 | 305 - 410 | -105 |

### Gruppo B
| Team              | Pt | V - P | PF - PS   | Dp  |
| ----------------- | -- | ----- | --------- | --- |
| 1. Jugoslavia     | 9  | 4 - 1 | 465 - 414 | +51 |
| 2. Spagna         | 9  | 4 - 1 | 484 - 388 | +96 |
| 3. Germania Ovest | 8  | 3 - 2 | 449 - 447 | +2  |
| 4. Finlandia      | 8  | 3 - 2 | 355 - 371 | -16 |
| 5. Grecia         | 6  | 1 - 4 | 371 - 424 | -53 |
| 6. Bulgaria       | 5  | 0 - 5 | 421 - 501 | -80 |

## Fase a eliminazione diretta

### Tabellone 1º-4º posto
|  | Semifinali 1º/4º posto | Semifinali 1º/4º posto | Semifinali 1º/4º posto |                  |        | Finale 1º/2º posto | Finale 1º/2º posto | Finale 1º/2º posto |  |
|  |                        |                        |                        |                  |        |                    |                    |                    |  |
|  | Italia                 | Italia                 | 99                     |                  |        |                    |                    |                    |  |
|  | Italia                 | Italia                 | 99                     |                  |        |                    |                    |                    |  |
|  | Spagna                 | Spagna                 | 91                     |                  |        |                    |                    |                    |  |
|  | Spagna                 | Spagna                 | 91                     |                  | Italia | Italia             | 74                 |                    |  |
|  |                        |                        |                        |                  | Italia | Italia             | 74                 |                    |  |
|  |                        |                        | Unione Sovietica       | Unione Sovietica | 75     |                    |                    |                    |  |
|  | Jugoslavia             | Jugoslavia             | Unione Sovietica       | Unione Sovietica | 75     | 91                 |                    |                    |  |
|  | Jugoslavia             | Jugoslavia             |                        |                  |        | 91                 |                    |                    |  |
|  | Unione Sovietica       | Unione Sovietica       | 109                    |                  |        | Finale 3º/4º posto | Finale 3º/4º posto | Finale 3º/4º posto |  |
|  | Unione Sovietica       | Unione Sovietica       | 109                    |                  |        |                    |                    |                    |  |
|  |                        |                        |                        |                  |        |                    |                    |                    |  |
|  |                        |                        |                        |                  |        | Spagna             | Spagna             | 89                 |  |
|  |                        |                        |                        |                  |        | Spagna             | Spagna             | 89                 |  |
|  |                        |                        |                        |                  |        | Jugoslavia         | Jugoslavia         | 92                 |  |

### Tabellone 5º-8º posto
|  | Semifinali 5º/8º posto | Semifinali 5º/8º posto | Semifinali 5º/8º posto |                |                | Finale 5º/6º posto | Finale 5º/6º posto | Finale 5º/6º posto |  |
|  |                        |                        |                        |                |                |                    |                    |                    |  |
|  | Cecoslovacchia         | Cecoslovacchia         | 59                     |                |                |                    |                    |                    |  |
|  | Cecoslovacchia         | Cecoslovacchia         | 59                     |                |                |                    |                    |                    |  |
|  | Finlandia              | Finlandia              | 58                     |                |                |                    |                    |                    |  |
|  | Finlandia              | Finlandia              | 58                     |                | Cecoslovacchia | Cecoslovacchia     | 70                 |                    |  |
|  |                        |                        |                        |                | Cecoslovacchia | Cecoslovacchia     | 70                 |                    |  |
|  |                        |                        | Germania Ovest         | Germania Ovest | 75             |                    |                    |                    |  |
|  | Germania Ovest         | Germania Ovest         | Germania Ovest         | Germania Ovest | 75             | 85                 |                    |                    |  |
|  | Germania Ovest         | Germania Ovest         |                        |                |                | 85                 |                    |                    |  |
|  | Turchia                | Turchia                | 67                     |                |                | Finale 7º/8º posto | Finale 7º/8º posto | Finale 7º/8º posto |  |
|  | Turchia                | Turchia                | 67                     |                |                |                    |                    |                    |  |
|  |                        |                        |                        |                |                |                    |                    |                    |  |
|  |                        |                        |                        |                |                | Finlandia          | Finlandia          | 85                 |  |
|  |                        |                        |                        |                |                | Finlandia          | Finlandia          | 85                 |  |
|  |                        |                        |                        |                |                | Turchia            | Turchia            | 78                 |  |

### Tabellone dal 9º al 12º posto
|  | Semifinali 9º/12º posto | Semifinali 9º/12º posto | Semifinali 9º/12º posto |        |          | Finale 9º/10º posto  | Finale 9º/10º posto  | Finale 9º/10º posto  |  |
|  |                         |                         |                         |        |          |                      |                      |                      |  |
|  | Svezia                  | Svezia                  | 70                      |        |          |                      |                      |                      |  |
|  | Svezia                  | Svezia                  | 70                      |        |          |                      |                      |                      |  |
|  | Bulgaria                | Bulgaria                | 72                      |        |          |                      |                      |                      |  |
|  | Bulgaria                | Bulgaria                | 72                      |        | Bulgaria | Bulgaria             | 75                   |                      |  |
|  |                         |                         |                         |        | Bulgaria | Bulgaria             | 75                   |                      |  |
|  |                         |                         | Grecia                  | Grecia | 97       |                      |                      |                      |  |
|  | Grecia                  | Grecia                  | Grecia                  | Grecia | 97       | 92                   |                      |                      |  |
|  | Grecia                  | Grecia                  |                         |        |          | 92                   |                      |                      |  |
|  | Polonia                 | Polonia                 | 67                      |        |          | Finale 11º/12º posto | Finale 11º/12º posto | Finale 11º/12º posto |  |
|  | Polonia                 | Polonia                 | 67                      |        |          |                      |                      |                      |  |
|  |                         |                         |                         |        |          |                      |                      |                      |  |
|  |                         |                         |                         |        |          | Svezia               | Svezia               | 73                   |  |
|  |                         |                         |                         |        |          | Svezia               | Svezia               | 73                   |  |
|  |                         |                         |                         |        |          | Polonia              | Polonia              | 82                   |  |

## Classifica finale
| Campione d'Europa | Campione d'Europa | Campione d'Europa |
| ----------------- | ----------------- | ----------------- |
| Unione Sovietica  |                   |                   |
| Argento           | Italia            |                   |
| Bronzo            | Jugoslavia        |                   |
| 4.                | Spagna            |                   |
| 5.                | Germania Ovest    |                   |
| 6.                | Cecoslovacchia    |                   |
| 7.                | Finlandia         |                   |
| 8.                | Turchia           |                   |
| 9.                | Grecia            |                   |
| 10.               | Bulgaria          |                   |
| 11.               | Polonia           |                   |
| 12.               | Svezia            |                   |